# 김효
김효는 대한민국의 연극평론가이다. 정치평론가 서영석의 배우자이다.

## 저서
- 《현대연극의 쟁점》. 연극과인간. 2004년. ISBN 895786038X
- 《영상매체 시대의 연극》. 연극과인간. 2009년. ISBN 9788957863169
- 《연극의 계보학》. 연극과인간. 2009년. ISBN 9788957863176